# 特里夫特山
46°03′06″N 7°40′42″E / 46.051528°N 7.678333°E

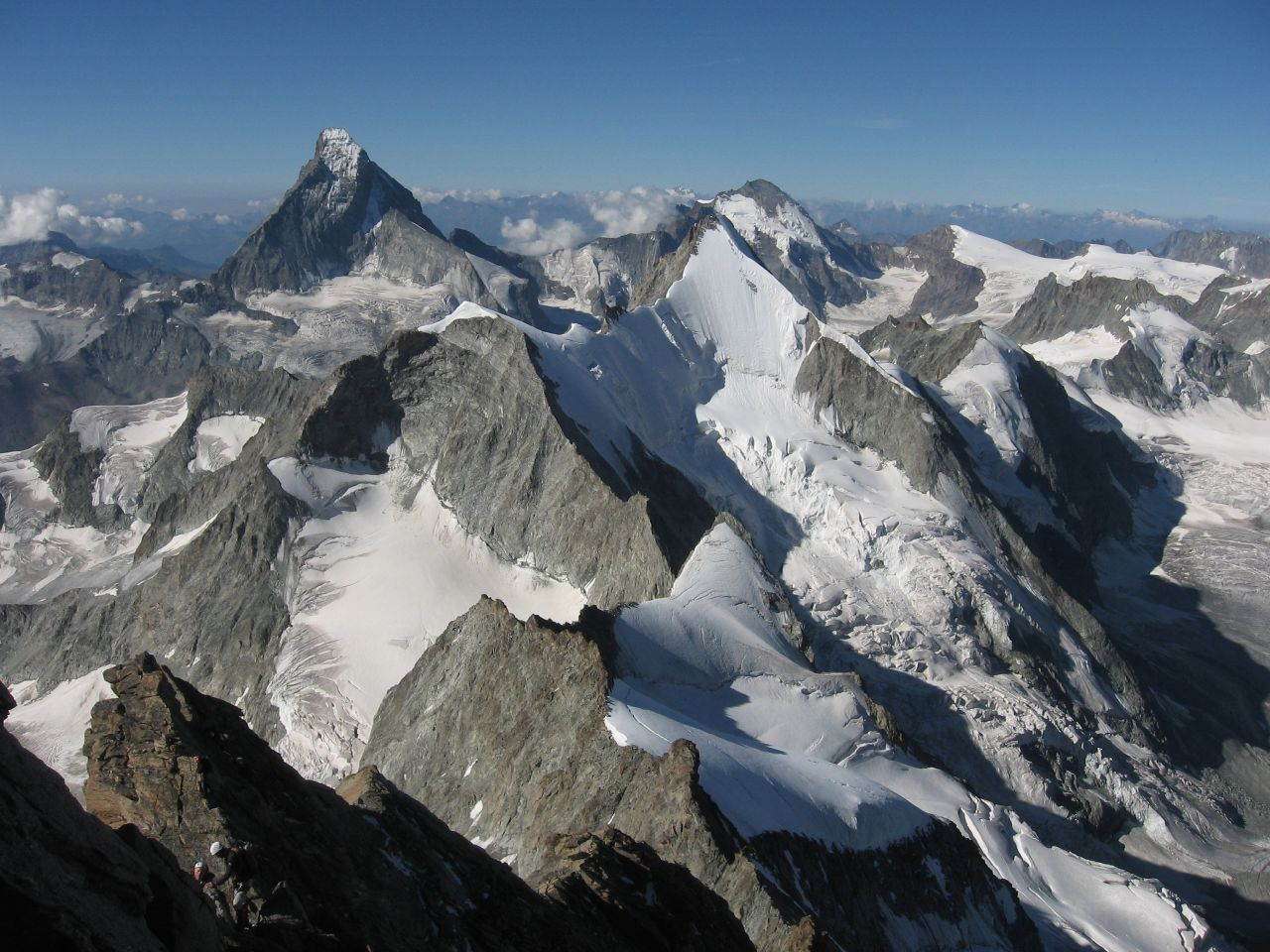

特里夫特山（Trifthorn），是瑞士的山峰，位於該國西南部，由瓦萊州負責管轄，屬於本寧阿爾卑斯山脈的一部分，海拔高度3,728米，每年平均降雨量1,585毫米。